# Ebro
Ebro (græsk: Έβρος, Latin: Iberus, spansk: Ebro, catalansk: Ebre) er Spaniens mest vandførende og næstlængste flod, 910 km lang. Det er traditionelt sagt at den starter ved Fontibre (provinsen Cantabria), selvom sene studier viser, at den har sit udspring højere oppe ved "Pico Tres Mares", hvor efter den filtreres ned til "Fontibre" . Den passerer ved Miranda de Ebro, Logroño, Zaragoza, Flix, Tortosa og Amposta og ender med et delta i Middelhavet i provinsen Tarragona. Et areal på 3.677,30   km² i deltaet blev i 2013 udpeget til biosfærereservat under UNESCOs Menneske og biosfære-programmet.

## Sidefloder
- Aragón
- Gállego
- Segre
  - Valira
  - Noguera
    - Noguera Pallaresa
    - Noguera Ribagorçana

  - Cinca
    - Isábena
      - Ésera
- Matarraña

## Navnet
Det latinske navn kan være i slægt med navnet Iberia og det før-romerske iberere. Det kan være i slægt med det moderne baskiske ordet ibar ("en slags dal").
Novellen Hills Like White Elephants af Ernest Hemingway foregår i Ebrodalen.